# 양호 (삼국지)

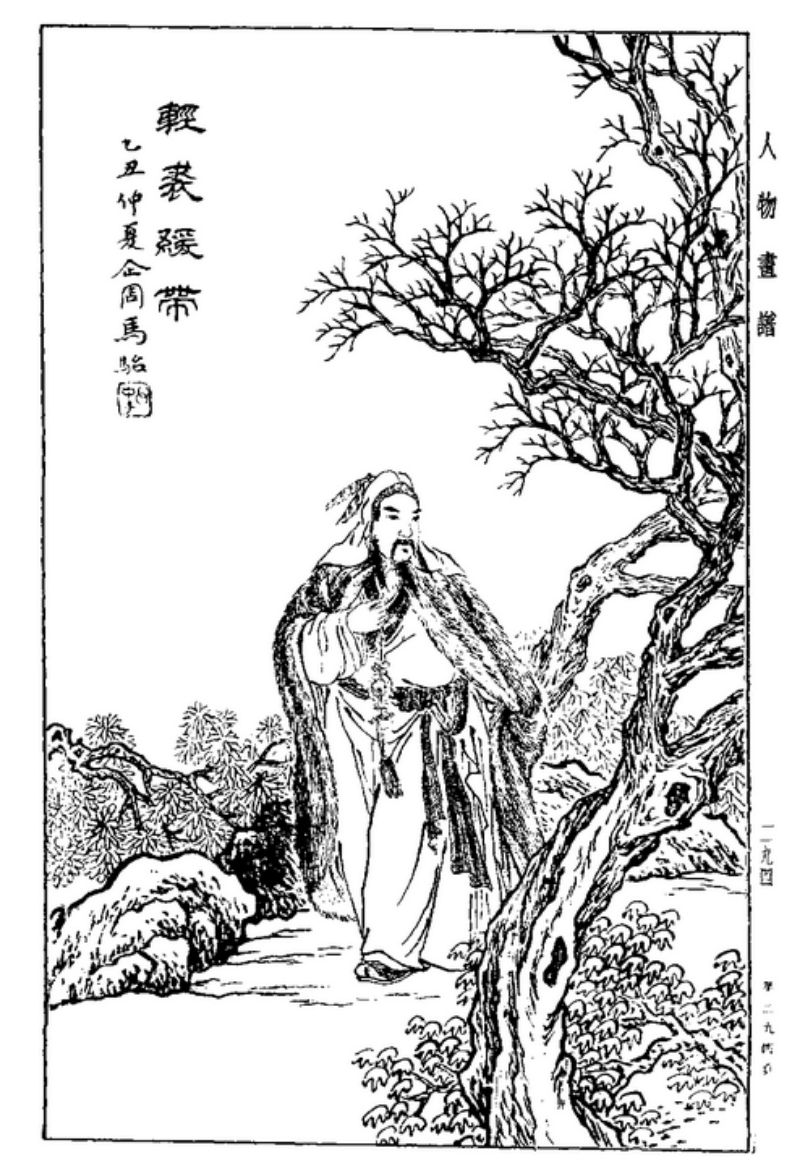
양호

양호(羊祜, 221년 ~ 278년)는 중국 삼국시대 조위, 서진의 장수로 자는 숙자(叔子)이며, 연주(兗州) 태산군(泰山郡) 남성현(南城縣) 사람이다. 후한 말의 학자 채옹(蔡邕)의 외손자이자 그의 딸 채염(蔡琰)의 조카이다.
촉한에 항복한 하후패(夏侯霸)의 사위이고 양호의 누나 양휘유(羊徽瑜)는 사마사의 아내가 되었으며, 진나라가 세워진 후 경헌황후(景獻皇后)로 추존되었다.

## 생애
12살 때 아버지 양신(羊茞 : 진서열전에는 아버지가 羊衜)을 잃자, 아버지를 생각하며 예를 지키는 것이 지나쳐 양호의 숙부가 걱정할 정도였다고 한다. 학문에 뛰어나고 문장을 잘 지었으며 담론을 잘했는데, 어렸을 때 문수가의 부로들이 양호의 나이 육십이 되기 전에 반드시 천하에 큰 공을 세울 것이라 하였으며,, 곽가(郭嘉)의 아들 곽혁(郭奕)은 양호를 만나보고 현대의 안자(顔子)라고 말했다.
키는 7척 2촌(약 165.4 cm)에 불과했으나, 수염과 눈썹이 아름다웠다. 하후위(夏侯威)는 양호를 남다르게 보았고, 이로 인해 하후패의 딸과 결혼하게 되었다.
239년 조방(曹芳)이 즉위한 후 대장군 조상(曹爽)이 권력을 쥐었는데, 그는 양호와 왕침(王沈)을 등용하려 했다. 왕침은 이에 응했으나 양호는 받아들이지 않았는데, 왕침이 관직에 나갈 것을 권하자 다른 사람을 섬기는 일이 어찌 쉽겠느냐면서 끝내 따르지 않았다.
249년 조상이 사마의에게 제거된 후 왕침은 벼슬에서 쫓겨났는데, 왕침이 양호에게 예전에 양호가 한 말을 기억하고 있다고 말하자 양호는 자신도 일이 거기까지 이를 줄은 몰랐다고 답하였다.
255년 사마사가 죽은 후 대장군이 된 사마소는 양호를 등용하여 중서시랑(中書侍郎)으로 삼았다.
263년 조환(曹奐)이 즉위한 후 관중후(關中侯)에 봉해졌고 식읍 1백 호를 받았다. 이후 비서감(袐書監)이 되고 거평자(鉅平子)에 봉해졌으며, 식읍 6백 호를 받았다.
평소 종회(鍾會)는 양호가 총애받는 것을 시기했는데, 양호 역시 종회를 꺼렸다.
264년 종회가 강유(姜維)와 함께 반란을 일으키려 하다가 죽임을 당한 후 종사중랑(從事中郎)이 되어 순욱(荀勖)과 함께 기밀을 관리하였다.
265년 사마염은 진나라를 세운 후 양호를 중군장군(中軍將軍)으로 임명하고 산기상시(散騎常侍)를 겸하게 했으며, 군공(郡公)으로 고쳐 봉하고 식읍을 3천 호로 늘려 주었다. 양호는 처음에는 굳게 사양하다가 나중에서야 받아들였다.
266년 사마염이 사마소에 대하여 상을 치르면서 상복을 입는 문제에 대해 조정에서 논의가 있었다. 양호는 사마염만이라도 상복을 입어야 한다고 주장했으나, 부현(傅玄)이 황제만 상복을 입고 있는 것은 군신간의 도리가 아니라고 하여 이는 받아들여지지 않았다.
268년 왕침(王琛)이 대사마 석포(石苞)가 회남에서 오나라와 내통하려 한다고 모함하였다. 양호가 석포를 옹호했으나 사마염은 석포를 면직시키려 했는데, 석포가 스스로 병권을 내놓고 죄를 청하여 겨우 의심을 풀 수 있었다.
269년 사마염은 오나라를 멸망시킬 마음을 먹고 양호를 도독형주제군사(都督荊州諸軍事)로 임명하여 양양에 주둔하게 했다. 양호가 처음 부임했을 때 임지에 있는 군량이 100일치도 되지 않았으나 밭 8백여 경(頃)을 개간하는 등 애를 쓴 끝에 10년치로 늘어났고, 장강과 한수(漢水) 일대의 민심을 얻었으며, 전투에서 항복한 오나라 사람들 중 고국으로 돌아가고 싶어하는 자는 기꺼이 돌려보내 주었다.
그리고 사마염에게 오나라를 치려면 장강에서 싸울 수군이 필요하다고 건의하였다. 이것이 받아들여져 사마염은 왕준(王濬)에게 수군을 감독하고 전선을 대대적으로 건조하게 했다.

## 오나라 정벌 건의
276년 10월에 정남장군(征南將軍)으로 임명되었는데, 이때 사마염에게 오나라 정벌을 청하는 상소를 올렸다. 그러나 탁지상서(度支尙書) 두예(杜預)와 중서령 장화(張華)를 제외한 대부분의 신하가 이를 회의적으로 받아들였고, 그중에서도 가충(賈充)과 순욱(荀勖)이 강력하게 반대했다. 양호는 하늘이 주는 기회를 받지 않는다면서 한탄을 금치 못하였다.
277년 남성군후(南城郡侯)로 봉해졌으나 받아들이지 않았다. 12월 오군이 강하(江夏)를 공격하고 돌아갔을 때 양호는 군사를 보내 추격하지 않았다. 조정에서는 문책하는 사자를 보내고 형주의 본거지를 남양(南陽)으로 옮기려 했다. 이에 대해 양호는 이미 오군이 달아난 지 며칠이 지났는데 굳이 병사를 수고롭게 할 필요가 없다고 답하고, 본거지를 옮기는 것을 반대했다.
278년 병이 들었음에도 불구하고 조정에 나아가 오나라를 정벌해야 한다고 주장했다. 사마염은 양호에게 오나라 정벌을 맡기고 싶어했으나, 양호는 굳이 자신이 갈 필요는 없다고 하였다.
11월에 병이 위독해지자 두예를 천거하여 자신의 후임으로 삼게 하였고, 얼마 가지 않아 죽었다. 양호는 죽을 때까지도 남성군후에 봉해지는 것을 사양했는데, 유언으로 남성후(南城侯)의 도장을 자신의 관 속에 넣지 못하게 했다. 사마염은 양호의 죽음에 대해 무척 슬퍼하였으며, 양호의 유언을 받아들이지 않고 그의 작위를 남성군후로 정하고 태부(太傅)로 추증하였다. 형주 백성들과 부근의 오나라 사람들도 양호의 죽음을 슬퍼하며 눈물을 흘렸다고 한다.
마침내 280년에 오나라가 멸망한 후 신하들이 사마염에게 축하의 술잔을 올리자, 사마염은 오나라를 멸망시킨 것은 양호의 공로라고 말하면서 눈물을 흘렸다.

## 타루비
양호가 양양에 머물면서 선정을 베풀 때, 현산(峴山)에 올라 술을 마시면서 시 읊는 것을 즐겼는데, 어느 날 부하들을 돌아보며 <혼백이 있다면 마땅히 이 산에 오르리라>고 말하자 종사(從事) 추담(鄒湛)이 <공의 어진 명성이 반드시 이 산과 함께 할 것>이라고 대답한 적이 있었다. 양양 백성들은 현산에 양호를 기리는 사당과 비석을 세우고 계절이 바뀔 때마다 제사를 지냈는데, 비석을 바라보며 눈물을 흘리지 않는 사람이 없다 하여 타루비(墮淚碑)라는 이름이 붙었다.
한국에서는 임진왜란(壬辰倭亂)이 끝난 후 이순신(李舜臣) 장군의 부하들이 1603년 장군을 기리는 비석을 세웠는데, 이 비석의 이름 역시 타루비이다. 한국의 타루비는 전라남도 여수시에 있으며, 대한민국의 보물 1288호로 지정되어 있다.

## 양호의 가족관계
- 양속 (조부)
- 채옹 (외조부)
  - 양신 (부)
  - 제양현군 채씨 (모)
  - 채염 (이모)
    - 양휘유(경헌황후 양씨) (누나)

  - 하후패 (장인)
- 신헌영 : 신비(辛毗)의 딸이며 신헌영은 양호의 숙모이다.
  - 양수 : 신헌영의 아들이자 양호의 사촌

## 같이 보기
- 삼국지 인물 목록